# クロスリバーゴリラ
クロスリバーゴリラ (学名：Gorilla gorilla diehli) は、ニシゴリラの亜種の一つ。1904年にフンボルト大学ベルリンの哺乳類学者であるPaul Matschieによって記載されたが、個体数の体系的調査は1987年まで実施されていなかった。
ゴリラの中では最も北西に分布し、その分布域はカメルーンとナイジェリアの国境付近、クロス川源流域の森林のみである。最も近いニシローランドゴリラの集団とは約300 km離れている。2014年の推定によると、成熟したクロスリバーゴリラの個体数は約250頭で、大型類人猿の中では最も希少な種である。12000平方キロメートルの範囲に渡って、11の地域に集中して存在するが、現地調査によると更に広い範囲に生息している可能性がある。遺伝子研究により、クロスリバーゴリラは時折個体が分散して他の地域に移動し、接触を維持し続けていると裏付けられた。2009年、カメルーンの森林で、クロスリバーゴリラの映像がプロのビデオに初めて撮影された。

## 形態

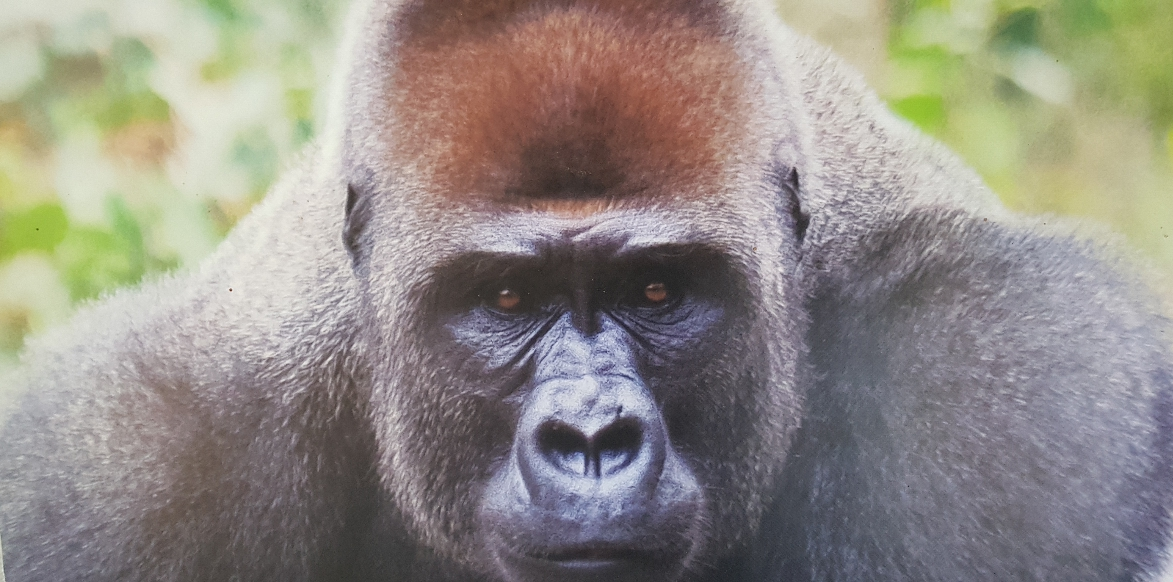
メフー保護区の成熟個体

クロスリバーゴリラは、1904年に哺乳類学者のPaul Matschieによって新種として記載された。その形態学的特徴は1987年に確認された。頭蓋骨と歯の形態、骨の分析により、2000年にはニシゴリラの亜種となった。
クロスリバーゴリラはニシローランドゴリラと比べて、口蓋が著しく小さく、頭蓋骨が小さく短い。体の大きさや手足、骨の長さはほとんど変わらないとされるが、雄はニシローランドゴリラよりも手足が短く、母指対向性が高い。
アメリカ自然史博物館の研究によると、クロスリバーゴリラはニシローランドゴリラよりも歯が小さく、頭蓋骨は小さく短い。ベルギー王立自然史博物館によると、クロスリバーゴリラは最大の霊長類で、雄の胸は大きく強く、毛は均一で、顔と胸は毛が無く黒色で、耳は小さく、眉の部分には毛が無く繋がっており、鼻孔の縁は隆起している。しかしクロスリバーゴリラはゴリラの中でも最大では無い為、形態学的特徴は更なる検証が必要である。身長は平均的に雄が165 - 175 cm、雌が140 cmで、体重は平均的に雄が140 - 200 kg、雌が100 kg。

## 進化
研究によると、更新世のアフリカが乾燥していた時期に、食料源の減少に伴う草食と陸上行動の重視に対応して、亜種への分化が始まったという仮説がある。
研究チームはまた、クロスリバーゴリラの祖先はクロス川源流付近の森林か、他のカメルーンの高地に隔離されていた可能性があり、その後あまり広がっていないと述べた。ニシゴリラの祖先はサナガ川の南または東に広がることによって分化した。ニシローランドゴリラとクロスリバーゴリラが同所的であるという証拠は無い。

## 生息地
クロスリバーゴリラは他のゴリラと同様、人間の居ない密林を好む。その大きな体のため、生息には広大な森林が必要である。殆どの絶滅危惧種の霊長類と同様、クロスリバーゴリラの生息地では人間が天然資源を使用している。クロスリバーゴリラの生息する森林は、海抜100 - 2037 mの範囲にある。1996年から1999年にかけて、ナイジェリアのクロスリバー州にて現地調査が行われ、摂食痕、巣、糞などから生息地の様子、クロスリバーゴリラの行動などが判明した。
クロスリバーゴリラの生息地は、大規模な森林伐採とそれに伴う土地の分断の影響を受けている。これにより、環境収容力が大幅に低下している。調査によればクロスリバーゴリラが生息できる森林はまだ残っているが、このまま人間による熱帯雨林の開発が続けば、それらの森林も消失してしまう。クロスリバーゴリラは大型のため繁殖力も低く、新しい環境への適応力も低い。クロスリバーゴリラの個体群を維持できるかどうかはデータが存在するが、現在の個体数は不明瞭である。
クロスリバーゴリラは国際自然保護連合によって近絶滅種に指定されており、研究も進められている。クロスリバーゴリラの生息域はナイジェリアとカメルーンの国境地帯で、他のゴリラの個体群からは200 km離れている。この地域は高地が多く、ゴリラにとっては地理的な制約がある。20世紀には低地にも生息していたが、生息地の減少や資源開発などにより、丘陵地帯のみに生息するようになった。クロスリバーゴリラの生息地域のほとんどは法的に保護されているが、未だ保護されていない地域も存在する。

## 生態
ゴリラは人間に出会うと大抵逃げ出すが、2007年に発表された研究によると、ゴリラが人間に棒や草の塊を投げて威嚇する行動が数回観察されているという。カグウェネ山では道具を使う個体が観察されており、この地域特有のものであるという。人間に対しての威嚇行動は、研究者に枝や草を投げたケース、また人間に石を投げられたため、草を投げ返したケースが知られる。ゴリラの群れは研究者を観察し、声を出して反応し、穏やかな態度を取り、最後に雄が草を投げた。研究者によると、この行動はゴリラが野原や農場で人間と接触した結果であり、さほど攻撃的でなかった理由としては、ゴリラに関する民間伝承により、人間がゴリラを狩ることが無かったからだと考えられる。

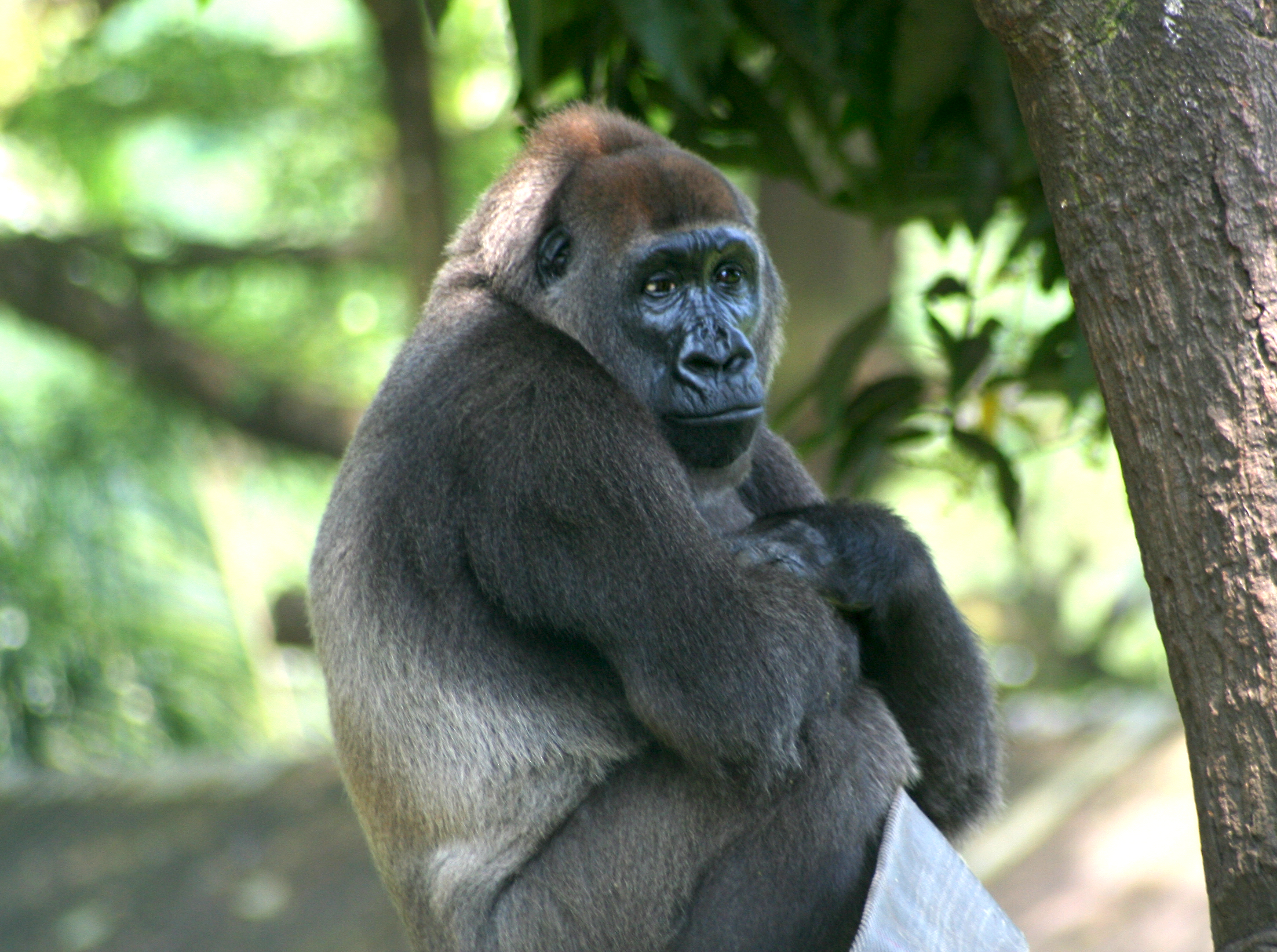
Nyangoは野生動物センターで飼育され、2016年10月に亡くなった。知られる限りクロスリバーゴリラ唯一の飼育例である。

クロスリバーゴリラの営巣行動、すなわち巣を作るグループの数、巣の形態、巣の場所、巣の再利用などは、生息地、気候、食料、天敵からの攻撃リスクなどに左右される。カメルーンのカグウェネゴリラ保護区においては、4月から11月までは樹上に巣を作る傾向が高く、11月以降は地上に巣を作る傾向が高いことが分かった。また、夜間に巣を作る場合は地上に作る傾向が高いことも分かった。そして乾季よりも雨季に巣を作ることが多く、雨から守るために樹上に巣を作る可能性が高かった。また、雨季には昼に巣を作ることが多かった。季節に関係なく、営巣地の35%は再利用された。巣を作るグループの個体数は平均的に4 - 7頭だが、生息地によって異なる。営巣地には巣が平均12.4個、最頻値は13個であり、一部のゴリラは複数個の巣を作っていた可能性もある。また巣が26個もある営巣地も見つかったため、複数の群れが同じ場所で営巣している可能性もある。
クロスリバーゴリラの群れは、主に1頭の雄と6 - 7頭の雌、その子供たちで構成される。低地に生息する群れは高地の群れよりも子孫が少なく、低地における狩猟と乳児死亡率の高さに関係していると考えられる。また高地の群れは低地の群れよりも生息密度が高い。
クロスリバーゴリラの食事は主に果実、草本植物、つる植物、樹皮から成る。食事内容は季節によって変化する。ゴリラは果実を好むが、果実が不足する乾季には、つる植物や樹皮、ハーブや葉を食べる。クロスリバーゴリラは主に、営巣地の付近にある栄養価の高い植物を食べている。クロスリバー州のアフィ山では、主にショウガ科のアフラモムム属を食べ、雨季にはサトイモ科のアンコマネス属を好む。特定の季節にしか得られない食物や、特定の地域でしか得られない食物を好んでいた。

## 分布とその変化
ナイジェリアとカメルーンの国境地帯、クロス川源流域に広がる、熱帯及び亜熱帯の湿度が高い広葉樹林に生息しており、そこにはチンパンジーの亜種であるナイジェリアチンパンジーも生息している。ゴリラの中では最も北西に分布し、最も近いニシローランドゴリラの集団とは約300 km離れている。12000平方キロメートルの範囲に渡って、11の地域に集中して存在するが、現地調査によると更に広い範囲に生息している可能性がある。遺伝子研究により、クロスリバーゴリラは時折個体が分散して他の地域に移動し、接触を維持し続けていると裏付けられた。
クロスリバーゴリラは、ナイジェリアではクロスリバー州のムべ山脈とアフィ川の森林保護区、オクワンゴに分布し、カメルーンでは南西部のタカマンダとモネ川森林保護区、ムブル森林に分布する。これらはアフィ山からカグウェネ山まで、8000平方キロメートルのほぼ連続した森林地帯となっている。研究者らによると、南東部のべチャティ近くの森林に、知られていない生息地がある可能性がある。現在、クロスリバーゴリラの分布域は12000平方キロメートルに及ぶと推定されている。アフィ山からカグウェネ山までは地形が険しく、人の手が入りにくいため、クロスリバーゴリラにとっては良い生息地である。
2013年に行われた調査によると、海抜552 mの丘陵に生息が確認され、比較的標高の低い場所にも生息していることが判明した。生息高度の平均は海抜776 mである。

### 生息地の喪失
クロスリバーゴリラは他のゴリラと隔絶された地域に分布しており、およそ14の個体群に分かれている。個体数はナイジェリアで75 - 110頭、カメルーンで125 - 185頭と推定されている。生息地の減少は彼らに大きな影響を与えており、開発の影響がある国立公園の南側には近づかなくなってしまった。彼らは人間の近くには決して巣を作らない。保護区内では野生動物を守る法律が施行されており、2017年にはクロスリバーゴリラの生息地に影響を与える可能性があるとして、高速道路のルートが変更された。

### 個体数の減少
人間の居住地域の拡大、人間活動による森林の減少によって、個体群の隔絶が進んでいる。これにより遺伝子の多様性が低下し、将来大きな問題を引き起こす可能性がある。研究によると、わずか400年ほど前にはクロスリバーゴリラとニシローランドゴリラの間で遺伝子流動が起こっており、この頃彼らは隔絶されていなかった事を示している。人間活動の激化によって、クロスリバーゴリラは孤立した可能性がある。すなわち、クロスリバーゴリラの個体数の減少は、過去数百年にわたる人間活動の圧力に起因すると考えられる。

### 狩猟
ブッシュミートのための狩猟により、多大な影響を受けている。狩猟は低地ほど激しく行われており、クロスリバーゴリラが高地に集中している事に関係している可能性がある。法律で狩猟は禁止されているが、地元での消費や、他国との貿易の為、未だに狩猟は続いている。法律は効果があるとは言えず、現在の個体数を考えると、狩猟は持続不可能である。

## 脅威
クロスリバーゴリラの個体数は1995年から2010年の間に59％減少し、この減少幅は他の大型類人猿の亜種よりも大きいものであった。クロスリバーゴリラなどの類人猿は、環境問題の指標として機能する。クロスリバーゴリラの減少は30年前に始まり、それ以来驚くべき速度で減少し続けている。狩猟の脅威などにより、クロスリバーゴリラは人間との接触を恐れるようになったため、目撃例はほとんど無い。
クロスリバーゴリラは森林に生息し、草原は好まないため、森林の分断の影響を強く受ける。そして実際、開発により森林の分断が起こっている。生息地の断片化により移動が少なくなり、近親交配が起こってしまい、遺伝的多様性が低下している。これにより、集団全体の生存能力に悪影響が及ぶ。研究者らは遺伝子解析により、クロスリバーゴリラの移動と分散を明らかにしている。調査によると、総個体数は約300頭で、10の地域に分散している。生息地の断片化に加えて、クロスリバーゴリラはブッシュミート目的の狩猟や、伝統医療のための骨の使用による脅威もある。例えば、アフリカにおける一部の霊長類の搾取は、特定の地域で行われている、儀式であったり、儀式的な伝統医療に使用される事に起因している。
クロスリバーゴリラに対するもう一つの脅威は、違法なペット取引である。記録に残っている限り、飼育されていたクロスリバーゴリラは、野生動物保護センターの1個体のみである。しかしペット取引は過去に他のゴリラに大きな脅威をもたらしており、クロスリバーゴリラにも影響を及ぼす可能性がある。ゴリラの赤ちゃんはペットとして好まれるため、ハンターは赤ちゃんを守る大人を殺すことがよくある。
クロスリバーゴリラは、狩猟とエボラ出血熱の感染という複合的な脅威により、絶滅の危機に瀕している。たとえ狩猟が減少し、エボラ出血熱による死亡率が軽減されたとしても、ゴリラの個体数が急速に回復する可能性は低い。クロスリバーゴリラの繁殖率は低く、個体数が完全に回復するには75年かかると推定されている。また、採掘、農業、木材の使用による生息地の喪失という問題もある。
しかし、2020年春に数人の大人と赤ちゃんをフィルムに撮影した後、保護活動家たちはゴリラが生き残る可能性について楽観的である。

## 保全
クロスリバーゴリラはアフリカの類人猿の中で、最も絶滅の危機に瀕している。2014年の調査では、成熟個体は250頭未満と推定された。しかし、2012年に発表された「世界で最も絶滅の危機に瀕している霊長類25種リスト」にはリストされていなかった。保護の取組として、近親交配を防ぐため、分散した個体群を集めるという計画がある。
2007年に行われた現地での聞き取り調査によると、カメルーンのある村では、人口の86%がゴリラの保護に賛成しており、彼らが絶滅した場合、人間の対応者が存在しなくなってしまうという。しかし18 - 25歳の若者の間では、このような伝統的な考えが浸透していない。これらの伝統的な考えにより、法律が機能していなくても、野生動物を守ることが出来る。しかし、時には逆効果となる場合もある。伝統的な考えにより、その地域で過去15年間クロスリバーゴリラの狩猟は発生していないため、地元の保護戦略として成功したと言える。
2001年にナイジェリアでクロスリバーゴリラ保護のための会合が開催され、種を保護するための改善策がリストされ、カメルーンとナイジェリア両政府の間で定期的な会合の合意が得られた。
2008年、クロスリバーゴリラ保護のため、カメルーン政府によりタカマンダ国立公園が設立された。この国立公園はナイジェリアのクロスリバー国立公園と共にクロスリバーゴリラ保護のための重要な地域を形成しており、全体の個体数の3分の1にあたる、推定115頭のゴリラが生息している。ゴリラ達が国境を越えて、2つの国立公園の間を行き来する事が期待されている。
2008年、カメルーン政府によってカグウェネゴリラ保護区が設立された。カメルーン西部の険しい山岳地帯にあり、19平方キロメートルに及んでいる。クロスリバーゴリラの分布域の中では最も標高が高く、最高で海抜2000 mを超える。ゴリラの主な生息地は半分だけで、残りは草原や耕作地である。保護区内には野生動物を守る人々が配置されることが期待されていた。